# 歌厅 (音乐剧)
《歌厅》是一部音乐剧，改编自约翰·范·德鲁顿（John Van Druten）的1951年话剧《我是一个相机》（I Am a Camera），该话剧改编自克里斯多福·伊舍伍的1939年的小说《柏林故事》（The Berlin Stories）。这部音乐剧由弗里德·埃布（Fred Ebb）作词，约翰·坎德（John Kander）作曲，于1966年11月在纽约百老汇首演。剧中故事以1931年魏玛共和国时期的柏林为背景，围绕着美国小说作家克里夫·布莱德肖和19岁的英国卡巴萊歌手萨利·鲍尔斯之间的恋情展开。克里夫的房东施奈德小姐和她的追求者舒尔茨先生（一位卖水果的犹太老人）之间注定要失败的爱情是另一条故事线。见证了所有悲欢离合的是夜总会主持人。
该剧在首演后取得了巨大成功，在1967年托尼奖上斩获了8个奖项，包括最佳音乐剧和最佳音乐剧导演。伦敦西区和百老汇在之后都上演过重排版。它在1972年被改编为同名电影，由麗莎·明尼利扮演萨利，该片获得了8项奥斯卡奖。

## 剧情
音乐剧的剧情大致如下：
- 1929年，美国作家Cliff Bradshaw来到柏林寻找创作灵感。在火车上，他结识了一个德国人Ernst Ludwig，并得到了他的帮助，租住在Fräulein Schneider的寄宿屋里。
- Cliff在一家名叫基特卡特俱乐部的歌厅里遇到了一位英国女歌手Sally Bowles，并被她的魅力所吸引。Sally是一个不安分的女孩，喜欢狂欢和冒险，不想过平凡的生活。
- Sally被她的情人和老板Maximilian von Heune赶出了他的公寓，于是搬到了Cliff的房间里。Cliff和Sally开始了一段感情，但是他们之间有很多分歧和矛盾。
- Fräulein Schneider和她的邻居，一个犹太水果摊贩Herr Schultz也开始了一段恋情。Herr Schultz送给Fräulein Schneider一把松鼠笼作为订婚礼物，但是他们的幸福很快被纳粹的威胁所打破。
- Ernst请Cliff帮他运送一个行李箱到巴黎，Cliff同意了，不知道里面装的是纳粹党的宣传册。后来，Cliff发现Ernst是一个纳粹党员，并且参与了对Herr Schultz水果店的暴力袭击。
- Cliff决定带着Sally离开柏林，去美国开始新的生活。但是Sally却不想放弃她在歌厅的事业，她认为自己有天赋和潜力。她还发现自己怀孕了，但是不确定孩子是谁的。
- Fräulein Schneider因为害怕纳粹的报复，取消了和Herr Schultz的婚礼。Herr Schultz仍然对未来抱有希望，认为自己是一个德国人，不会受到迫害。
- Sally偷偷地去打掉了孩子，并告诉Cliff她不会和他一起走。Cliff无奈地离开了柏林，回到美国。他把他和Sally的故事写成了一本小说。
- Sally回歸基特卡特俱乐部，用一首歌《歌厅》（Cabaret）来结束这个故事，并讽刺地说“生活就是一场歌厅，老朋友。来吧，来歌厅吧。”